# Berninabach
Pour les articles homonymes, voir Bernina.
La Berninabach (romanche : ) est une rivière des Alpes rhétiques coulant en Suisse. Elle prend sa source sur les pentes du piz Bernina.

## Toponymie
En allemand, Bernina peut être traduit par rivière de la Bernina. Le nom est partagé avec le massif de la Bernina, le piz Bernina et le col de la Bernina. C'est Johann Coaz, le conquérant du piz Bernina, qui donna son nom au sommet et par extension à son massif puis à la Berninabach dont les eaux viennent de ce sommet.

## Géographie
La Berninabach nait des eaux de fonte du glacier Morteratsch, sur les pentes nord-est du piz Bernina (point culminant du canton des Grisons). Elle conflue avec l'Ova da Roseg pour donner naissance à la Flaz, affluent de l'Inn.

## Module et régime
Le débit moyen annuel de la Berninabach est de 4,54 m3/s, moyenne pour la période 1955-2008. Son régime est de type glacio-nival, c'est-à-dire que la rivière est principalement alimentée par les eaux provenant de la fonte des glaciers et des neiges.